# Сент-Энн-Сэнди-Пойнт
Сент-Энн-Сэнди-Пойнт (англ. Saint Anne Sandy Point Parish) — один из 14 округов (единица административно-территориального деления) государства Сент-Китс и Невис. Расположен на острове Сент-Китс. Административный центр и крупнейший город — Сэнди-Пойнт-Таун. Площадь 12,8 км², население 3 140 человек (2001).